# كسينيا غودوين
كسينيا غودوين (بالإنجليزية: Xenia Goodwin)‏ هي راقصة وممثلة أسترالية، ولدت في 7 فبراير 1994 في سيدني في أستراليا.

## وصلات خارجية
- كسينيا غودوين على موقع IMDb (الإنجليزية)
- كسينيا غودوين على موقع قاعدة بيانات الفيلم (الإنجليزية)